# Abbottina liaoningensis
Abbottina liaoningensis, jedna od šest poznatih vrsta riba roda Abbottina iz porodice šarana (Cyprinidae). To je malena slatkovodna demersalna riba (živi pri dnu) koja naraste maksikalno do 6.6 cm.
Domovina joj je kineska provincija Liaoning.